# Curt Richter
Curt Paul Richter (20 de fevereiro de 1894 - 21 de dezembro de 1988) foi um biólogo, psicobiólogo e geneticista que fez importantes contribuições no campo dos ritmos circadianos. Notavelmente, Richter identificou o hipotálamo como um "marcapasso biológico" envolvido no sono e na vigília. Em particular, esta região suspeita por Richter foi posteriormente identificada como o núcleo supraquiasmático.

## Vida
Richter nasceu em 20 de fevereiro de 1894 em Denver, Colorado, filho de imigrantes alemães. Seus pais emigraram para os Estados Unidos da Saxônia, Alemanha. Seu pai era um engenheiro que possuía uma empresa de aço e ferro em Denver. Em 1912, ele estudou engenharia na Technische Hochschule, mas saiu após a eclosão da Primeira Guerra Mundial em 1914, mudando para a Universidade de Harvard, onde estudou biologia com William E. Castle. Devido à sua falta de experiência com biologia, Castle aconselhou que ele abandonasse o curso e mudou para psicologia, estudando com E. B. Holt e Robert Yerkes. Graduou-se em Harvard em 1917 e, após uma breve Exército dos Estados Unidos, estudou com John Watson na Universidade Johns Hopkins.
Richter induziu estados de necessidade em animais experimentais, privando-os de substâncias essenciais à sobrevivência, ou manipulando os níveis hormonais, e mostrou que esses estados de necessidade geram apetites e comportamentos que se ajustam precisamente à necessidade do animal, mesmo que o animal nunca tenha experimentado a necessidade; demonstrando a programação genética do comportamento. Ele também desencadeou outros comportamentos pré-programados, como a construção de ninhos, manipulando os níveis hormonais.